# Transsylvanische Kristallschnecke
Die Transylvanische Kristallschnecke (Vitrea transsylvanica), auch Siebenbürger Kristallschnecke, ist eine in Mitteleuropa heimische Schnecken-Art der Kristallschnecken (Pristilomatidae) in der Unterordnung der Landlungenschnecken (Stylommatophora).

## Merkmale
Das rechtsgewundene, recht kleine Gehäuse ist sehr flach-kegelig. In der Seitenansicht ist das Gewinde kaum zu sehen. Es misst 3,0 bis 4,5 mm in der Breite (Durchmesser) und 1,3 bis 2,2 mm in der Höhe. Es besitzt im Adultstadium 4½ bis 5½ Windungen, die langsam zunehmen und sich weit umgreifen. Lediglich die Endwindung nimmt rasch in der Breite zu. In der Aufsicht hat die Endwindung die 2,3- bis 2,6fache Breite der vorigen Windung. Die Windungen sind auf der Oberseite nur schwach gewölbt. Die Naht ist flach. Die Mündung steht schräg zur Windungsachse. In der Aufsicht ist die Mündung etwas abgeflacht-elliptisch, wenn man vom starken Anschnitt durch die vorige Windung absieht. Durch den starken Abschnitt erscheint die Mündung halbmondförmig. Der Mündungsrand ist gerade und zugespitzt. Dorsal schwingt der Mündungsrand sattelartig vor. Der Nabel ist geschlossen.
Die Schale ist dünn, glasig-durchscheinend und farblos bis gelblich. Die Oberfläche ist sehr fein und unregelmäßig gestreift, und hoch glänzend. Der Weichkörper ist hellbräunlich. Das Tier legt im oberen Winkel der Mündung zur vorigen Windung einen schmalen Mantellappen auf das Gehäuse, der bis zum Gehäuseapex reichen kann.
Im zwittrigen Geschlechtsapparat ist der Samenleiter (Vas deferens) sehr kurz; er dringt apikal in den Apex des Penis ein. Der Penis ist mäßig lang und über die gesamte Länge gleichmäßig dick. Der Penisretraktormuskel setzt apikal am Penis neben der Eintrittsstelle des Samenleiter an. Im weiblichen Teil ist der freie Eileiter (Ovidukt) sehr kurz, die Vagina sehr lang. Im oberen Teil ist sie von der perivaginalen Drüse umschlossen. Die Spermathek ist rudimentär, nur noch ein kleiner wurmförmiger Fortsatz. Der Penis ist so lang oder länger als die Vagina. Penis und Vagina öffnen sich in ein vergleichsweise langes Atrium.

## Ähnliche Arten
Die Enggenabelte Kristallschnecke (Vitrea subrimata) besitzt ein etwas höheres Gewinde, eine schmalere Endwindung und einen engen, aber offenen Nabel. Das Gehäuse der Ungenabelten Kristallschnecke (Vitrea diaphana) ist sehr ähnlich in der Form und Größe, auch im geschlossenen Nabel. Die Mündung steht bei dieser Art jedoch senkrecht zur Windungsachse, der Mündungsrand verläuft gerade. Außerdem ist bei dieser Art die Endwindung breiter.

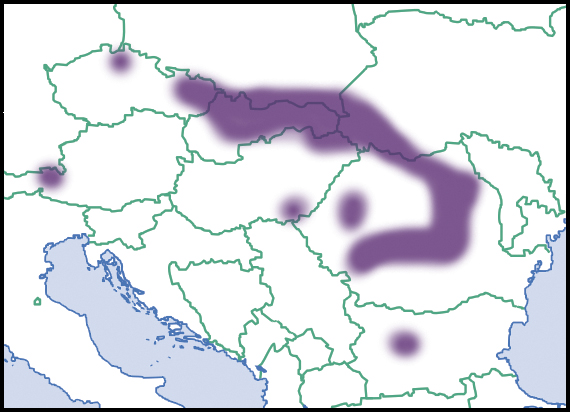
Verbreitung in Europa (nach Welter-Schultes, 2012)

## Geographische Verbreitung und Lebensraum
Das Verbreitungsgebiet erstreckt sich im Wesentlichen im Karpatenbogen von Rumänien, Westukraine, Slowakei, Nordungarn, Südpolen und Tschechien. Außer dem Hauptverbreitungsgebiet gibt es isolierte Vorkommen in Bulgarien, im südlichen Ungarn, in Österreich (Nordtirol) und Deutschland (Bayerische Alpen).
Die Tiere leben unter der Laubstreu und unter Totholz, am Fuße beschatteter Felsen in feuchten Bergwäldern, gerne in Buchenwäldern.

## Taxonomie
Das Taxon wurde 1877 von Stephan Clessin als Hyalina transsylvanica erstmals beschrieben. Es ist allgemein anerkannt und wird einheitlich zur Gattung Vitrea Fitzinger, 1833 gestellt.

## Gefährdung
In Deutschland, Österreich und Bulgarien ist die Art sehr selten. In Deutschland wird sie deshalb in die Rubrik extrem selten gestellt.